# Сольнок (футбольный клуб)
«Сольнок» (венг. Szolnoki MÁV FC) — венгерский футбольный клуб из города Сольнок. Клуб основан в 1910 году. Выступает в третьей по уровню лиге Венгрии. Домашние матчи проводятся на стадионе Тисалидети (венг. Tiszaligeti) вместимостью 10 000 зрителей. Главный тренер — Симон Антал (венг. Antal Simon).

## История клуба
Клуб был основан в 1910 году под первоначальным названием «Szolnoki MÁV SE». Изначально участники клуба не достигли выдающихся достижений, и до 1937 года клуб находился во Второй лиге. Однако в дальнейшем «Сольнок» улучшил свои позиции в чемпионатах, а в 1941 году получил Кубок Венгрии по футболу (единственный раз в своей истории). В течение своей последующей истории клуб неоднкратно менял названия:
- 1912—1948 — Szolnoki MÁV SE;
- 1948—1949 — Szolnoki Vasutas SE;
- 1949—1953 — Szolnoki Lokomotív SE;
- 1953—1956 — Szolnoki Törekvés SE;
- 1956—1979 — Szolnoki MÁV SE;
- 1979—1996 — Szolnoki MÁV MTE;
- с 1996 — Szolnoki MÁV FC.

В 2010/11 принимала участие в высшем венгерском дивизионе.
Команда выступает на собственном стадионе Тисалидети, открытом в 1974 году.